# هلن جانز (شناگر)
هلن جانز (به انگلیسی: Helen Johns) (زادهٔ ۲۵ سپتامبر ۱۹۱۴) شناگر اهل ایالات متحده آمریکا است.